# Майк Страуд (дослідник)
Сер Майкл Адріан Страуд OBE, (англ. Mike Stroud); народився 17 квітня 1955 року) — член Королівського коледжу лікарів, експерт в області людського здоров'я в екстремальних умовах. Став широко відомий під час співпраці з Ранульфом Файннсом в полярних експедицій.

## Молоді роки
Отримав ступінь бакалавра в University College London з антропології і генетики в 1976 році, кваліфікацію лікаря в лікарні Св. Георгія Медичної школи в Лондоні в 1979 році.
Після кваліфікації працював молодшим співробітником у лікарні, спеціалізувався на харчуванні і гастроентерології. Став членом Королівського коледжу лікарів в 1984 році. Вивчав людську витривалість в екстремальних умовах на особистому досвіді — в марафонах в пустелі Сахара і поході через полярні льоди. Співпрацював з Міністерством оборони в дослідженні потреб у харчуванні солдатів в дії. З 1998 року — був старшим викладачем в області медицини, гастроентерології та харчування, в Університеті Саутгемптон. Припиняв медичну кар'єру протягом багатьох років для участі в різних експедиціях.

## Експедиції і витривалість
Був лікарем в антарктичній експедиції 1984—1986 рр. Слідами Скотта. Приєднався до Ральфа Файнса в 1986 році, щоб спробувати автономну пішу подорож до Північного полюса. У 1992—1993 роках Страуд і Файнс здійснили першу автономну подорож через Антарктиду, хоча не змогли перетнути шельфовий льодовик Росса, щоб досягти відкритого моря. Експедиція почалася 9 листопада 1992 року від затоки Гулд. 16 січня 1993 експедиція досягла Південного полюса. Завершилася 11 лютого шельфовому льодовику Росса. За 94 дні вони покрили відстань 2170 км. Проводячи ізотопне маркування питної води та регулярний збір проб крові і сечі, Страуд виявив, що їх енергетичні витрати перевищували 10,000 калорій на добу.
Страуд, разом з Файнсом, є прихильником суворих вправ, щоб допомогти уповільнити процес старіння. Він показує, що історично людське тіло попередньо налаштоване на важку роботу і, зокрема, може добре впоратися з навантаженнями у спекотному кліматі. Він стверджує, що нинішній сидячий спосіб життя конфліктує з будовою людського організму і веде до виникнення проблем зі здоров'ям.
У 2003 році Страуд і Файнс завершили марафон «7x7x7» — сім на сім континентів протягом семи днів в Land Rover.
Занесений до Книги рекордів Гіннеса 1993 року за найтривалішу автономну подорож по Антарктиді.